# 610

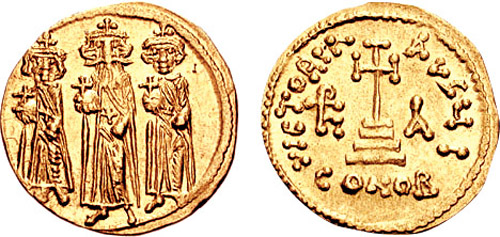
Keizer Herakleios (r. 610-641) op een solidus

Het jaar 610 is het 10e jaar in de 7e eeuw volgens de christelijke jaartelling.

## Gebeurtenissen

### Byzantijnse Rijk
- Herfst - Herakleios vaart vanuit Carthago naar Constantinopel. Hij zeilt met een vloot, bemand door Moorse zeelieden, richting de Aegeïsche Zee en bereikt de Dardanellen (noordwesten van Turkije). Herakleios wordt door de hongerende, opstandige burgers van de hoofdstad verwelkomd als een bevrijder. Keizer Phocas probeert zich schuil te houden in een van de kerken bij het paleizencomplex, maar wordt gevangengenomen en ter dood veroordeeld.
- 5 oktober - Herakleios (r. 610-641) wordt gekroond tot keizer van het Byzantijnse Rijk. Tijdens zijn bewind moet hij een reeks van problemen oplossen – een lege schatkist en een gedemoraliseerd leger. Herakleios vervangt de Latijnse taal door het Grieks en hervormt het staatsbestuur door de provincies in Klein-Azië in militaire districten te verdelen.

### Europa
- De Franken onder bevel van Theudebert II veroveren de Elzas, Champagne en Thurgau (huidige Zwitserland). Het Bourgondische leger onder leiding van Theuderik II wordt ten oosten van de Jura verslagen door de Alemannen.
- De Avaren – een oorlogszuchtig volk van Turks-Mongoolse oorsprong, afkomstig uit Centraal-Azië – dringen samen met de Slavische volkeren opnieuw de Balkan binnen.
- Selyf ap Cynan (r. 610-613) volgt zijn vader Cynan Garwyn op als koning van Powys (Wales).

### Perzië
- Byzantijns-Perzische Oorlog: Het Perzische leger onder bevel van Khusro II verovert Byzantijnse gebiedsdelen in Mesopotamië en Syrië. De Byzantijnen staan machteloos, er ontstaat op twee fronten een oorlog.

### Azië
- Keizer Yang Di van de Sui-dynastie voltooid het Grote Kanaal tussen Beijing en Hangzhou (Oost-China). De bijna 1800 kilometer lange waterweg is aangelegd door tienduizenden dwangarbeiders en vormt een strategische verbinding naar het noorden voor troepentransporten. Het kanaal ("Keizerskanaal") wordt hoofdzakelijk gebruikt voor commerciële doeleinden, een handelsvloot van meer dan 40.000 schepen bevaart het kanaal en vervoert o.a. rijst van het zuiden naar het noorden.

## Religie
- Mohammed, islamitisch profeet, trekt zich bij Mekka (Saoedi-Arabië) in de Grot van Hira terug en krijgt volgens de islamitische traditie zijn eerste visioen van de aartsengel Djibriel (Gabriël). Hij ontvangt een goddelijke boodschap om het ware geloof (islam) te verkondigen en zijn openbaringen aan zijn volgelingen over te dragen.
- Columbanus, Iers missionaris, wordt door koningin Brunhilde verdreven uit Austrasië en begint na omzwervingen samen met Gallus bij Bregenz (Oostenrijk) aan het Bodenmeer met prediken.
- Walricus vestigt zich met enkele volgelingen als kluizenaars in het gebied rond Amiens (Hauts-de-France).

## Geboren
- Ergica, koning van de Visigoten (waarschijnlijke datum)
- Fiacrius, Iers kluizenaar (waarschijnlijke datum)
- Grimoald I, koning van de Longobarden (waarschijnlijke datum)

## Overleden
- Phocas, keizer van het Byzantijnse Rijk
- Venantius Fortunatus, Frankisch bisschop